# 浙江文艺出版社
浙江文艺出版社是中华人民共和国的一家出版社，成立于1983年，社址位于浙江省杭州市。

## 历史沿革
1983年3月23日，它与浙江少儿出版社一起成立，在浙江人民出版社文艺编辑室、外国文学编译室的基础上发展组建而成。